# Henri Breuil
Henri Breuil (Mortain dans la Manche, 28 de febrero de 1877-L'Isle-Adam, 14 de agosto de 1961) fue un abate, naturalista, arqueólogo, prehistoriador, geólogo y etnólogo francés.

## Biografía
Nació en Mortain dans la Manche, en la región de Normandía. Sus inquietudes le condujeron al estudio, y su fe a ordenarse sacerdote en 1900. A partir de este año y durante la mayoría de sus más de ochenta años de vida, persiguió su gran ilusión, que consistía en el estudio del arte primitivo de las cavernas, compartiendo sus descubrimientos con otros investigadores.
Llegó a ser una figura influyente y muy conocida en el campo de la arqueología, donde dejó una huella indeleble, siendo pionero en el estudio del arte Paleolítico de las cavernas.
Este profundo interés le condujo al descubrimiento de las cuevas decoradas con pinturas prehistóricas de Combarelles y Font-de-Gaume en la Dordoña en 1901. Más tarde, en una visita al Museo Británico en 1904, fue el primero en percatarse de que los dos renos tallados en colmillo de mamut y que representaban a dos renos nadando, eran en realidad una escultura de una sola pieza.
Designado profesor en el Instituto de Paleontología Humana en 1910 junto con el paleontólogo alemán Hugo Obermaier, H. Breuil llegó a ser el titular de la primera Cátedra de Prehistoria en el Collège de France en 1929 y miembro del Institut de France en 1938.
En 1911 y 1912 visitó el sur de la provincia española de Ciudad Real, la zona de Sierra Madrona, perteneciente al Sistema Mariánico, descubriendo y catalogando gran número de enclaves con pinturas prehistóricas, lineales y esquemáticas, en cuevas y abrigos rocosos de los términos de Solana del Pino y Fuencaliente. En esta última localidad se encuentra el importante enclave de Peña Escrita, declarado Monumento Nacional. En ese mismo año de 1912, Henri Breuil y Hugo Obermaier descubrieron nuevas muestras de arte rupestre en Cueva Mayor y en la Cueva del Silo, ambas en la provincia de Burgos. Viajó también por la zona septentrional de la provincia de Córdoba y las serranías de Málaga y Cádiz, realizando varias campañas (1913/14, 1916, 1918 y 1919). Los resultados los publicó con M. C. Burkitt en 1929 en Rock Paintings of Southern Andalusia. A description of a Neolithic and Copper Age Art Group, obra fundamental sobre la prehistoria de esta zona que hasta la fecha de hoy no ha sido superada. También visitó el Tolmo de Minateda, en la provincia de Albacete.

En cualquier nuevo descubrimiento de pinturas o cuevas, H. Breuil era uno de los que normalmente se encontraba presente.
Uno de los descubrimientos más famosos ocurrió en 1940 cerca de Lascaux en el sur de Francia. El descubrimiento se produjo casualmente por unos niños que, siguiendo a su perro, se introdujeron en esta cueva, encontrándose en una gran sala, inalterada durante miles de años, en la que descubrieron multitud de bisontes, caballos, toros, ciervos y otros animales pintados en las paredes. H. Breuil fue el primero en describir y tomar nota del descubrimiento.
En 1948 anunció el descubrimiento de una pintura de 6000 años de antigüedad, conocida como La Dama de Blanco, en la Montaña Brandberg de Namibia.

## Obra

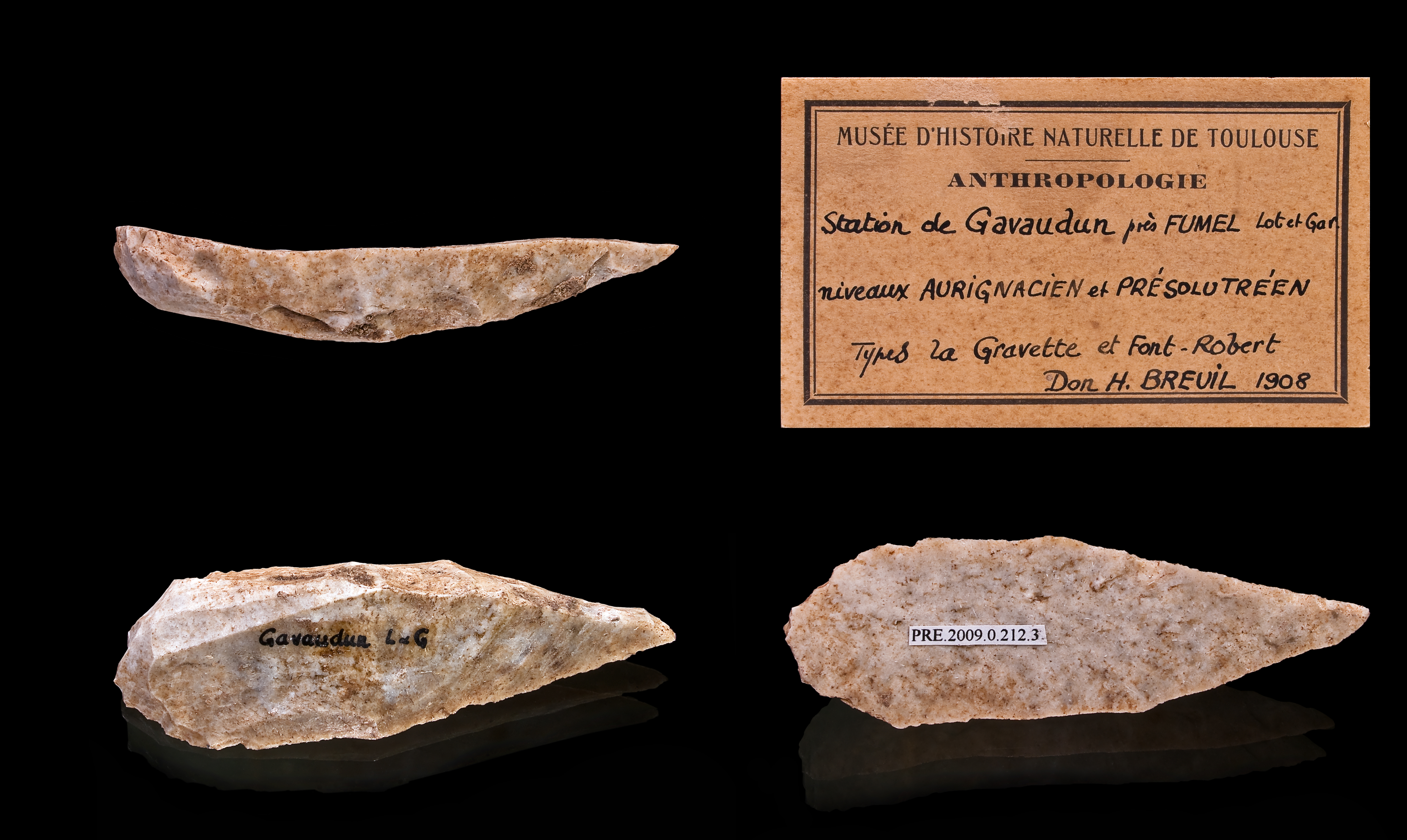
Raspadores auriñacienses donados por Breuil al Museo de Toulouse.

Bibliografía selectiva de la extensa obra del Abate Breuil:
- Cartailhac, E y Breuil, H (1906). La Caverne d'Altamira à Santillane près Santander. Imprimerie de Monaco. Monaco.
- Alcalde del Río, H., Breuil, H., Sierra, L (1911). Les cavernes de la Région Cantabrique. Imp. A Chêne. Mónaco.
- Breuil, Henri y Bouillerot, Raoul (1912). La cachette de l’âge du bronze de Choussy (Loir-et-Cher) - Les puits de la nécropole barbare de Noiron-sous-Gevrey (Côte-d’Or) - Le Signe solaire en Grèce au VIIIe Siècle. Madeleine.
- Breuil, Henri; Obermaier, Hugo y Alcalde Del Río, Hermilio (1913). La Pasiega à Puente viesgo. Ed. A. Chêne. Mónaco.
- Breuil, H., Obermaier, H. y Vernet, W (1915). La Pileta a Benaoján (Málaga). Institut de Paleontologie Humaine, Fondation Albert, I Prince de Monaco, Mónaco.
- Breuil, H. y Burkitt, M.C. (1929). Rock Paintings of Southern Andalusia. A description of a Neolithic and Copper Age Art Group. Oxford University Press, Londres.
- Breuil, H., y Obermaier, H. (1935). La Cueva de Altamira en Santillana del Mar. Tipografía de Archivos, Madrid.
- Breuil, Henri; Reygasse, Maurice y Roffo, Dr P. (1936). Excursion archéologique dans l’Afrique du Nord.
- Breuil, Henri y Lantier, Raymond (1951). Les hommes de la pierre ancienne.
- Breuil, Henri (1952). Quatre cents siècles d'art pariétal. Les cavernes ornées de l'âge du renne. Montignac, Centre d'Études et de Documentation Préhistoriques.
- Breuil, Henri (1955). Un gisement de l'âge de la pierre taillée à Fort Rousset. Tirée à part extra.
- Breuil, Henri y Lantier, Raymond (1959). Les hommes de la pierre ancienne (paléolithique et mésolithique).

## Honores
En 1958 se le concedió el grado de comendador de la Legión de Honor de Francia.
- La abreviatura «Breuil» se emplea para indicar a Henri Breuil como autoridad en la descripción y clasificación científica de los vegetales.[4]

## Abreviatura (zoología)
La abreviatura Breuil  se emplea para indicar a Henri Breuil como autoridad en la descripción y taxonomía en zoología.